# Journal of Pharmaceutical Sciences
Journal of Pharmaceutical Sciences (abrégé en J. Pharm. Sci.) est une revue scientifique à comité de lecture qui publie des articles les sciences pharmaceutiques.
D'après le Journal Citation Reports, le facteur d'impact de ce journal était de 2,59 en 2014. Le directeur de publication est Ronald T. Borchardt (université du Kansas, États-Unis).

## Histoire
Au cours de son histoire, le journal a changé de nom :
- Journal of the American Pharmaceutical Association, 1912-1960  (ISSN 1086-5802)
- Journal of Pharmaceutical Sciences, 1961-en cours  (ISSN 0022-3549)